# Saarijärvi (Jukkasjärvi socken, Lappland, 755065-177481)
Saarijärvi är en sjö i Kiruna kommun i Lappland och ingår i Torneälvens huvudavrinningsområde. Sjön har en area på 0,204 kvadratkilometer och ligger 371 meter över havet. Saarijärvi ligger i Pessinki fjällurskog Natura 2000-område. Sjön avvattnas av vattendraget Saarijärvenoja.

## Delavrinningsområde
Saarijärvi ingår i det delavrinningsområde (755072-177400) som SMHI kallar för Utloppet av Pakajärvi. Medelhöjden är 366 meter över havet och ytan är 8,98 kvadratkilometer. Det finns inga avrinningsområden uppströms utan avrinningsområdet är högsta punkten. Saarijärvenoja som avvattnar avrinningsområdet har biflödesordning 4, vilket innebär att vattnet flödar genom totalt 4 vattendrag innan det når havet efter 339 kilometer. Avrinningsområdet består mestadels av skog (51 procent) och sankmarker (37 procent). Avrinningsområdet har 1,11 kvadratkilometer vattenytor vilket ger det en sjöprocent på 12,4 procent.